# Tamias townsendii
Tamias townsendii är en däggdjursart som beskrevs av John Bachman 1839. Den ingår i släktet jordekorrar och familjen ekorrar. IUCN kategoriserar arten globalt som livskraftig.

## Beskrivning
Arten är en förhållandevis stor jordekorre, med en längd (inklusive den 7 till 17 cm långa svansen) mellan 22 och 38 cm och en vikt mellan 60 och 118 g. Honan är mellan 2 och 6% större än hanen. Ryggen är mörkbrun med en (vanligtvis) mörk mittstrimma, omgiven av, växelvis, fyra mörka och fyra ljusa strimmor. Även ansiktet är strimmigt, med tre bruna och två grå strimmor. Buken är blekbrun till grå.

## Utbredning
Arten förekommer i delstaterna Oregon och Washington (USA) samt i angränsande område i Kanada (British Columbia).

## Ekologi
Det ursprungliga habitatet utgörs av skogar och buskskogar. Tamias townsendii har bra anpassningsförmåga till människopåverkade landskap där träd, buskar, örter och lav förekommer.
Boet är ofta ett gömställe under stenar vid en bergssluttning. Arten syns vanligen utanför boet mellan mars och november. I snöfattiga regioner är den även aktiv under vintern. Annars är jordekorren mindre aktiv under den kalla årstiden men den håller ingen vinterdvala. Födan utgörs av frön, nötter, frukter, rötter, svampar och gröna växtdelar. Tamias townsendii vistas vanligen på marken men kan klättra. Den samlar förråd i boet. Vanliga naturliga fiender är mink, andra mårddjur och rödlo.
Efter parningen under våren är honorna dräktiga i cirka fyra veckor. Kullstorleken är i genomsnitt 3,8 ungar. Under juli syns ungarna för första gången utanför boet. Unga ekorrar kan para sig efter ett år. Livslängden går upp till sju år.

## Taxonomi
Inga underarter (utöver nominatunderarten) finns listade i Catalogue of Life, medan Wilson & Reeder skiljer mellan två underarter:
- T.  townsendii townsendii
- T.  townsendii cooperi

Vissa forskare anser, baserat på analys av mitokondrie-DNA, att arten bör placeras i ett eget släkte, Neotamias.

## Bildgalleri

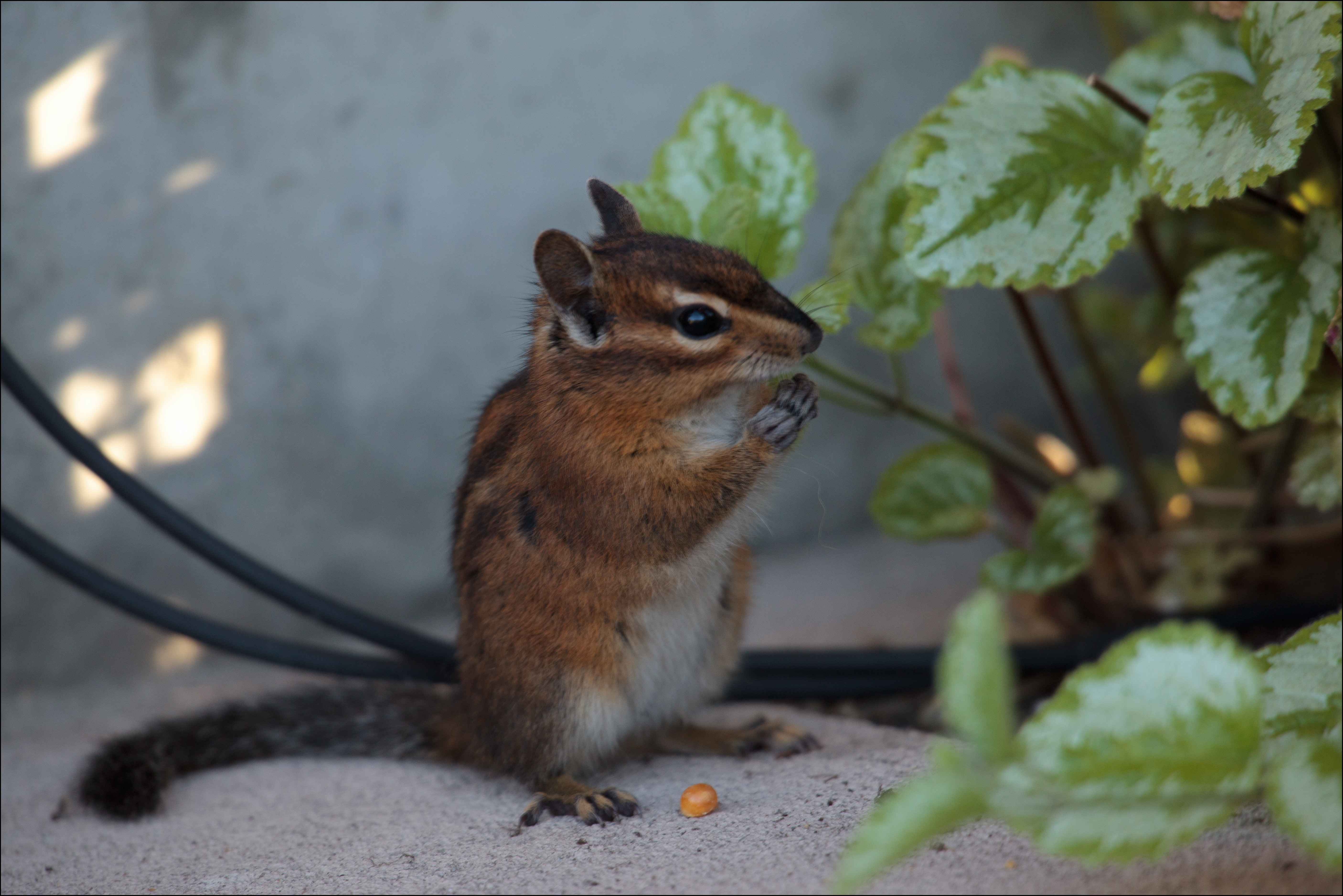
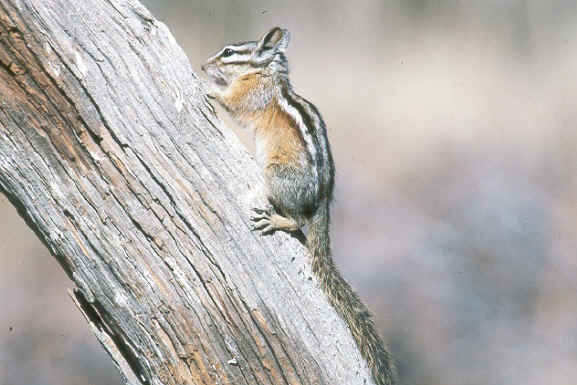
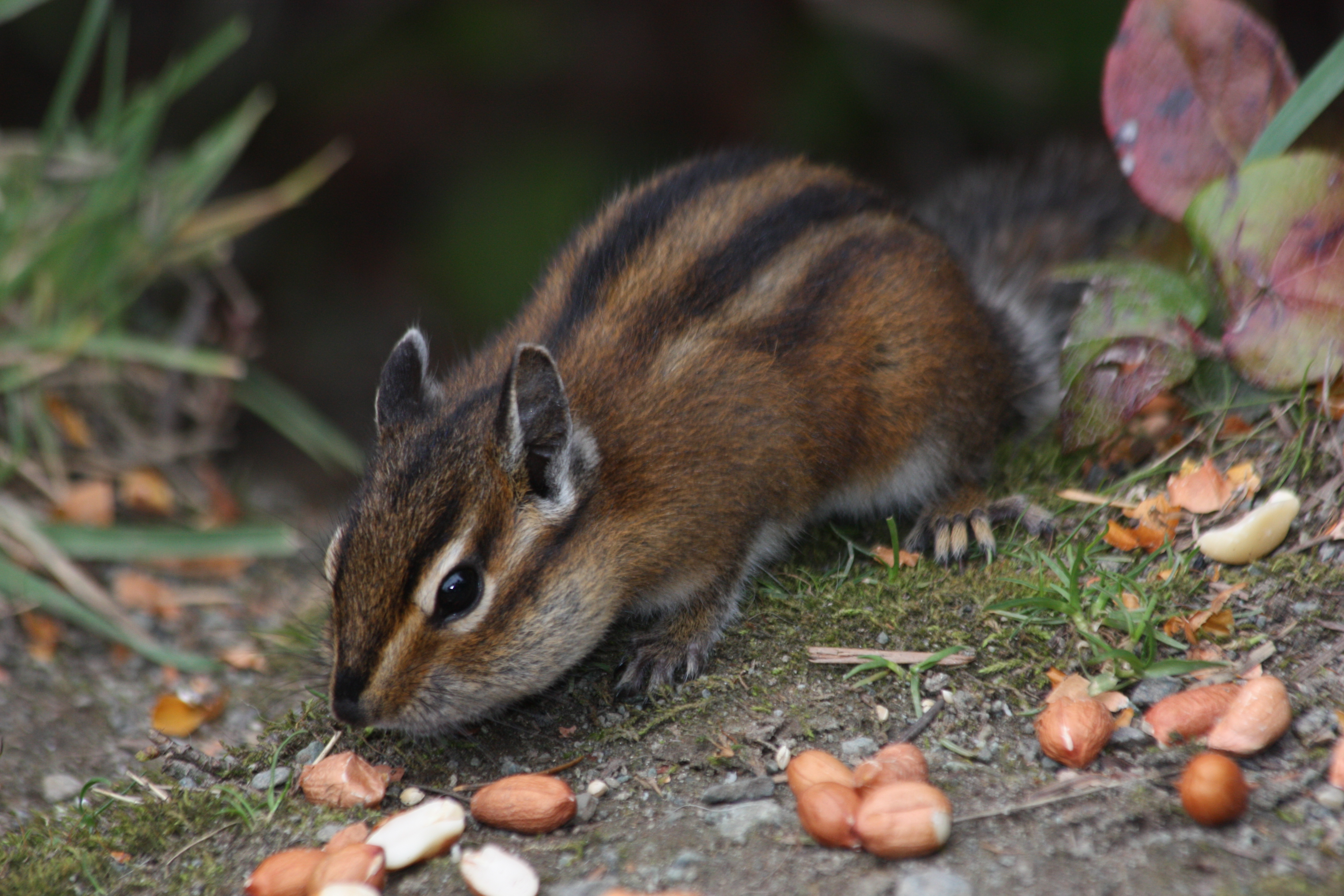
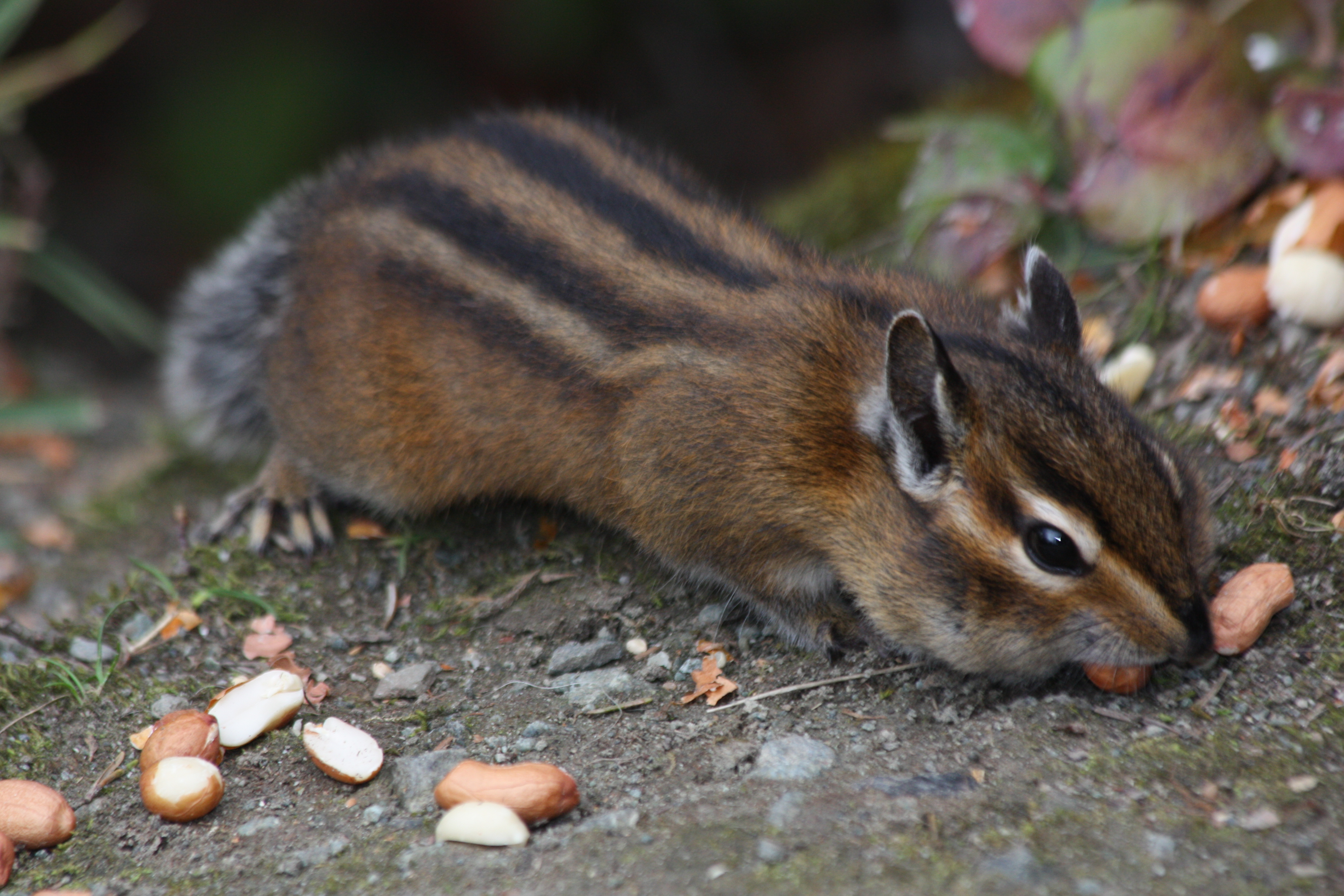